# João Pereira
Cet article concerne le footballeur portugais. Pour le footballeur angolais, voir Jamba (football).
João Pedro da Silva Pereira dit João Pereira, né le 25 février 1984  à Lisbonne (Portugal), est un footballeur international portugais, reconverti entraîneur. Il est l’actuel entraîneur d’Alanyaspor en Turquie.

## Biographie
Pur produit de la formation du Benfica Lisbonne, il débute en Liga Sagres le 17 août 2003 contre le Boavista FC (0-0). Dès sa première saison, il joue 25 matchs et en profite pour inscrire 4 buts. Il joue à cette époque plus régulièrement milieu de terrain. La saison suivante, il fait partie de l'équipe championne du Portugal 2005. Le début de saison 2005-06 est délicat et Ronald Koeman le fait peu jouer. Il est alors prêté 6 mois au club de Gil Vicente FC. Ce prêt est convaincant et, malgré la relégation, il reste au club. En 2006-2007, il joue 25 matchs en Division 2 mais le club ne réussit pas à accrocher la montée. Pire, le club termine à la 12e place de Liga Vitalis à cause des 9 points déduits au club à cause de l'"Affaire Mateus".
En 2007, il s'engage alors avec le Sporting Braga, club avec lequel il finit 4e la première année. Il est à noter que cette année-là, il est repositionné arrière droit après le départ de Luís Filipe pour Benfica. Il joue et remporte la Coupe Intertoto 2008 et atteint avec son club les huitièmes de finale de la Coupe de l'UEFA (élimination par le Paris SG, 0-0 puis 0-1).
Le début de saison 2009-10 est impressionnant et Braga est leader ex æquo à la trêve hivernale (moins bonne différence de buts que le Benfica).
Ses performances ne passent pas inaperçues, notamment en France, où il est annoncé au Paris SG, au Stade rennais, au RC Lens et à l'AS Monaco.
Le 22 décembre 2009, il rejoint le Sporting CP pour un transfert de 3 millions d'euros et un contrat jusqu'en 2014. Ses deux buts de la saison 2009-2010 en championnat ont eu la particularité d'être tous les deux marqués sur la pelouse du Maritimo Funchal, la première fois avec le maillot de Braga, la deuxième fois avec le maillot du Sporting.
Devenu titulaire indiscutable dans un grand club du pays, João Pereira reçoit sa première sélection en équipe du Portugal le 8 octobre 2010, à l'occasion d'un match face au Danemark comptant pour les éliminatoires de l'Euro 2012. Devenu également le titulaire du poste en sélection nationale, João Pereira s'apprête à disputer sa première grande compétition internationale à l'approche de l'Euro 2012. Le 14 mai 2012, il est confirmé dans la liste des convoqués pour l'Euro 2012, et va donc connaître, à 28 ans, sa première grande compétition internationale.
Latéral plutôt offensif, il n'hésite pas à monter pour pouvoir offrir des caviars à ses adversaires ou de marquer à lui tout seul. Mais il est également très solide défensivement. Des grand clubs comme Manchester United, le Milan AC ou même le FC Barcelone et le Real Madrid se sont déjà renseignés à son sujet. Mais c'est le Valence CF qui l'emporte finalement.

### FC Valence
Le 24 mai 2012, il signe au Valence CF pour 3,68 millions d'euros et un contrat de 3 ans (plus une en option). Revenu de l'Euro 2012, où il échoue en demi-finale et où il a joué tous les matchs en tant que titulaire, il fait part lors de sa première conférence de presse, de son enthousiasme à jouer dans « l'un des plus grands clubs et dans le plus grand championnat d'Europe ».

### Hanovre 96
Le 31 janvier 2015, le Portugais signe en faveur du club allemand du Hanovre 96.

### Sporting CP
Le 13 juillet 2015, João rejoint le club du Sporting CP gratuitement en provenance du "Hannover 96".

### Trabzonspor
Le 4 janvier 2017, João Pereira rejoint le club turc du Trabzonspor pour 1,5 million d'euros.
Le 5 février 2018, il prolonge son contrat avec les "Bordo-Mavi" jusqu'en 2020.

### Carrière d'entraîneur
Le 11 novembre 2024, Pereira a été officiellement présenté comme entraîneur principal du Sporting avec un contrat jusqu'en juin 2027, à la suite du départ de Rúben Amorim pour Manchester United,. Limogé ensuite le 26 décembre 2024 dû à des mauvais résultats.

## Carrière
| Période       | Club                   | Division          | Pays     | Championnat Matchs / Buts | Coupes Nationales Matchs / Buts | Coupe d'Europe Matchs / Buts        | Total Matchs / Buts |
| 2003-2004     | Benfica                | Liga Sagres (D1)  | Portugal | 25 matchs / 4 buts        |                                 | C3 : 6 matchs                       |                     |
| 2004-2005     | Benfica                | Liga Sagres (D1)  | Portugal | 27 matchs                 |                                 | C1 : 1 match C3 : 7 matchs / 1 but  |                     |
| août-déc 2005 | Benfica                | Liga Sagres (D1)  | Portugal | 6 matchs                  |                                 | C1 : 3 matchs                       |                     |
| 2006          | →Gil Vicente FC (prêt) | Liga Sagres (D1)  | Portugal | 14 matchs                 |                                 | -                                   |                     |
| 2006-2007     | Gil Vicente FC         | Liga Vitalis (D2) | Portugal | 25 matchs / 1 but         |                                 | -                                   |                     |
| 2007-2008     | Braga                  | Liga Sagres (D1)  | Portugal | 27 matchs                 | -                               | C3 : 8 matchs                       |                     |
| 2008-2009     | Braga                  | Liga Sagres (D1)  | Portugal | 27 matchs / 1 but         | -                               | C3 : 10 matchs Intertoto : 2 matchs |                     |
| 2009          | Braga                  | Liga Sagres (D1)  | Portugal | 13 matchs / 1 but         |                                 | C3 : 1 match                        | 13 matchs / 1 but   |
| 2010          | Sporting Portugal      | Liga Sagres (D1)  | Portugal | 12 matchs / 1 but         | 4 matchs / 1 but                | -                                   | 16 matchs / 2 buts  |
| 2010-2011     | Sporting Portugal      | Liga Sagres (D1)  | Portugal | 24 matchs / 2 buts        | 7 matchs / 1 but                | C3 : 10 matchs                      | 41 matchs / 3 buts  |
| 2011-2012     | Sporting Portugal      | Liga Sagres (D1)  | Portugal | 25 matchs                 | 10 matchs / 1 but               | C3 : 13 matchs                      | 48 matchs / 1 but   |
| 2012-2013     | Valence CF             | Liga BBVA         | Espagne  | 30 matchs                 | 2 matchs                        | C1 : 5 matchs                       | 37 matchs           |
| 2013-2014     | Valence CF             | Liga BBVA         | Espagne  | 25 matchs                 | 2 matchs                        | C3 : 11 matchs                      | 38 matchs           |

Statistiques mises à jour le 29 octobre 2024.

## Palmarès
- Liga Sagres :
  - Champion en 2005 (Benfica)
  - Champion en 2021 (Sporting Club de Portugal)
- Coupe du Portugal de football :
  - Finaliste en 2012 (Sporting Clube de Portugal)
- Supercoupe du Portugal :
  - Vainqueur en 2005 (Benfica)
  - Finaliste en 2004 (Benfica)
- Coupe Intertoto :
  - Vainqueur en 2008 (Sporting Braga)
- Euro espoir (Portugal espoirs) :
  - 3e en 2004
  - 4e en 2007
- Valencia CF
- Vainqueur du Trophée Naranja en 2012 et 2013
  - Vainqueur de l'Emirates Cup 2014
- Coupe de Turquie
  - Vainqueur en 2020 (Trabzonspor)